# Maria Johanna Hagemeyer

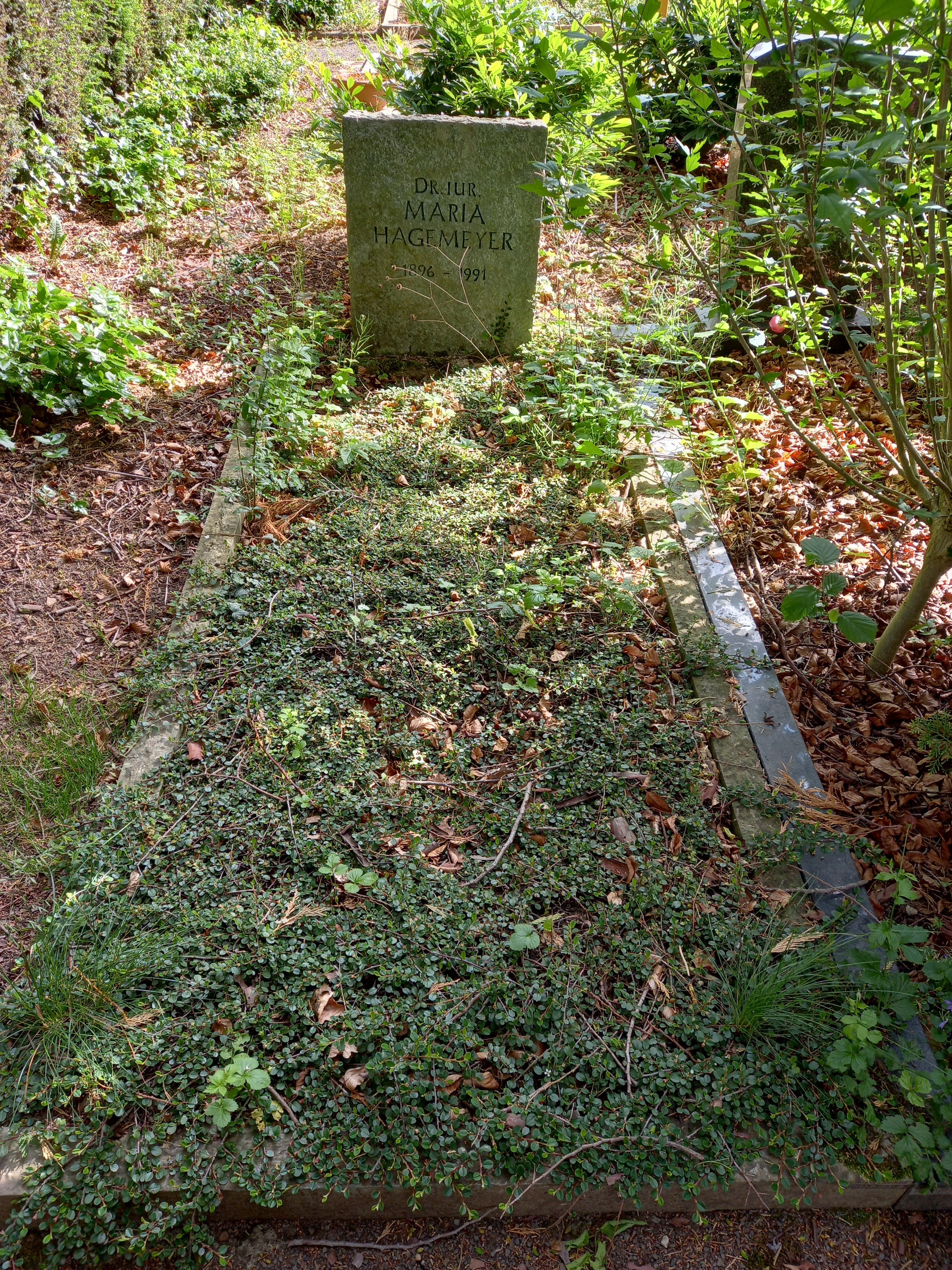
Grabstelle auf dem Südfriedhof in Bonn

Maria Johanna Hagemeyer (* 17. April 1896 in Bonn; † 1. Dezember 1991 ebenda) war eine deutsche Juristin, die gemeinhin als erste Richterin Deutschlands angesehen wird. Sie arbeitete entscheidend an der Gleichberechtigungsgesetzgebung während der Überarbeitung des seit 1896 geltenden Familienrechts im Bürgerlichen Gesetzbuch, welches 1956 vom deutschen Bundestag verabschiedet wurde.

## Leben
Maria Hagemeyer stammte aus einer rheinischen Juristen- und Theologenfamilie. Nach ihrem Abitur schrieb sie sich 1916 an der Bonner Universität für Jura ein und begann drei Jahre später mit ihrer Doktorarbeit – ihr zweites Staatsexamen bestand sie im Oktober 1924, arbeitete anschließend als Hilfsarbeiterin im preußischen Justizministerium und wurde am 16. Mai 1927 als erste Frau in Preußen zur Gerichtsrätin und dann 1928 zur beamteten Land- und Amtsrichterin in Bonn ernannt – und damit zur ersten deutschen Richterin.
Mindestens ein Rundfunkvortrag von Maria Hagemeyer ist nachweisbar, und zwar am 30. November 1932 zum Thema Frau und Recht. Wann wird eine Ehe geschieden?.
Zum 1. Mai 1933 trat sie der NSDAP bei (Mitgliedsnummer 2.137.375), später dem Nationalsozialistischen Rechtswahrerbund. Von 1950 bis 1953 war sie als Referatsleiterin im Bundesjustizministerium maßgeblich an den Gesetzen zur Gleichberechtigung der Frau im Familienrecht beteiligt. 1953 wurde sie zur ersten Landgerichtsdirektorin im Gerichtsbezirk Köln ernannt und ging 1958 in den Ruhestand. Anschließend war sie unter anderem als Beraterin für Gleichberechtigungsfragen für die Vereinten Nationen in New York tätig.

## Weitere Richterinnen in Deutschland
Hedwig Frank (später verheiratete Brann) wurde 1926 zur ersten Berufsrichterin Frankfurts ernannt. Am 23. Dezember 1926 amtierte sie erstmals als Prozessrichterin am Oberlandesgericht.
Nach Maria Hagemeyer wurden 1929 Gertrud Cichorius in Chemnitz (erste Landgerichtsrätin in Sachsen),  Gertrud May in Leipzig, Else Samulon in Berlin, Elisabeth Krumme in Essen sowie Marie Munk in Berlin (Zivilprozeßrichterin am Amtsgericht Charlottenburg) als Richterinnen ernannt. Ihnen folgte 1930 Marie Hurtig in Chemnitz. Außerdem wurde die bereits erwähnte Hedwig Brann-Frank in Frankfurt zur Land- und Amtsgerichtsrätin befördert.  Bereits 1933 gab es 23 verbeamtete Richterinnen in ganz Deutschland.

## Schriften (Auswahl)
- Denkschrift über die zur Anpassung des geltenden Familienrechts an den Grundsatz der Gleichberechtigung von Mann und Frau (Art. 3 Abs. 2 GG) erforderlichen Gesetzesänderungen. Köln: Verl. Bundesanzeiger, 1951
- Der Entwurf des Familiengesetzbuches der "Deutschen Demokratischen Republik. Bonn : Dt. Bundes-Verl., 1955
  - Zum Familienrecht in der Sowjetzone : der "Entwurf des Familiengesetzbuches" und die "Verordnung über Eheschließung und Eheauflösung". 3. überarb. u. erg. Neuauflage. Bonn: Bundesministerium f. gesamtdt. Fragen, 1958